# Övre Birkalands ekonomiska region
Övre Birkalands ekonomiska region (finska: Ylä-Pirkanmaan seutukunta) är en av ekonomiska regionerna i landskapet Birkaland i Finland. 
Folkmängden i Övre Birkalands ekonomiska region uppgick den 1 januari 2013 till 25 397 invånare, regionens  totala areal utgjordes av 3 181 kvadratkilometer och landytan utgjordes av 2 732  kvadratkilometer.  I Finlands NUTS-indelning representerar regionen nivån LAU 1 (f.d. NUTS 4), och dess nationella kod är 069.

## Förteckning över kommuner
Övre Birkalands ekonomiska region består av följande fyra kommuner: 
- Mänttä-Vilppula stad
- Virdois stad
- Juupajoki kommun
- Ruovesi kommun

Samtliga kommuners språkliga status är enspråkigt finska.